# Jolien D'Hoore
Jolien D'Hoore (Gand, 14 marzo 1990) è una dirigente sportiva, ex ciclista su strada ed ex pistard belga. Velocista, attiva tra le Elite su strada dal 2009 al 2021, ha vinto tre tappe al Giro d'Italia, due Madrid Challenge by La Vuelta, un Ronde van Drenthe, una World Cup Vargarda e una Gand-Wevelgem; su pista si è invece aggiudicata il bronzo olimpico nell'omnium ai Giochi di Rio de Janeiro 2016 e il titolo mondiale 2017 nell'americana.

## Carriera

### Gli esordi e i primi anni da Elite
Dopo aver praticato atletica leggera dall'età di sei anni, comincia a gareggiare nel ciclismo a dodici anni. Attiva fin da subito nel ciclismo su pista, tra il 2007 e il 2008 si aggiudica numerosi titoli nazionali Elite di specialità; nel 2008 vince anche, su strada, il campionato nazionale in linea Juniors e il titolo mondiale in linea di categoria a Città del Capo. Nel 2009, all'età di diciotto anni, debutta da professionista con il team belga Topsport Vlaanderen-Thompson; prosegue al contempo l'attività su pista, riuscendo a far suoi diversi altri titoli nazionali e, nel 2010, due medaglie d'oro (in inseguimento a squadre e omnium Under-23) ai campionati europei di San Pietroburgo.
Nel 2012 conquista il titolo nazionale Elite su strada e quello europeo Under-23 nella corsa a punti, e partecipa per la prima volta ai Giochi olimpici, a Londra, classificandosi quinta nell'omnium vinto da Laura Trott. Nel 2013 passa tra le file del team Lotto-Belisol Ladies, e in stagione riesce a vincere la Dwars door de Westhoek. Si migliora nell'annata successiva, bissando il titolo nazionale su strada già vinto nel 2012 e primeggiando anche al Diamond Tour in Belgio, in due tappe al BeNe Tour e in una allo Holland Tour; su pista vince invece la gara di omnium a Guadalajara, valida per la Coppa del mondo 2014-2015, e si classifica quarta nell'omnium ai campionati del mondo a Cali.

### 2015-2017: gli anni alla Wiggle, la medaglia olimpica e il titolo mondiale
Nel 2015 si trasferisce alla Wiggle-Honda. Durante la stagione su strada dimostra un buono stato di forma, aggiudicandosi due prove di Coppa del mondo, la Ronde van Drenthe e la World Cup Vargarda: questi risultati, unitamente al secondo posto ottenuto al Giro delle Fiandre, le consentono di concludere al terzo posto nella graduatoria individuale di Coppa. L'annata la vede trionfare anche all'Omloop van het Hageland, al Diamond Tour, in una tappa dell'Energiewacht Tour nei Paesi Bassi e in una del Women's Tour nel Regno Unito, per la terza volta ai campionati belgi in linea, nella graduatoria finale del BeNe Tour (con tre successi di tappa e la vittoria nella classifica a punti) e in due frazioni allo Holland Tour. Su pista è invece nuovamente quarta nell'omnium ai campionati del mondo a Saint-Quentin-en-Yvelines.
Nel 2016, dopo il successo nella gara di corsa a punti a Hong Kong valida per la Coppa del mondo su pista, è medaglia di bronzo nell'omnium ai Giochi olimpici a Rio de Janeiro, alle spalle delle rivali Laura Kenny e Sarah Hammer, e vincitrice, in coppia con Lotte Kopecky, del primo storico titolo europeo femminile di americana. Per quanto concerne l'attività su strada, inizia la stagione senza ottenere, eccetto la terza vittoria consecutiva nel Diamond Tour, particolari piazzamenti. Si rifà tra luglio e settembre, imponendosi in una tappa del Tour de Feminin in Repubblica Ceca, in tre frazioni e nella classifica finale del BeNe Tour, e infine nella Madrid Challenge by La Vuelta, valida per il neonato calendario World Tour femminile. In quel finale di stagione si piazza inoltre decima nella prova in linea dei campionati del mondo a Doha.
Nel 2017 D'Hoore è nuovamente protagonista ad alti livelli, sia su pista che su strada. Su pista si aggiudica il suo primo titolo mondiale, imponendosi a Hong Kong, ancora in coppia con Kopecky, nel primo storico evento iridato di americana femminile; in quel mondiale fa suo anche il bronzo nello scratch, e a fine stagione vincerà la gara di americana in Coppa del mondo a Pruszków, sempre in coppia con Kopecky. Su strada ottiene invece ben dodici vittorie: a inizio stagione si aggiudica l'Omloop van het Hageland e il Grand Prix de Dottignies, e conclude seconda alla Gand-Wevelgem; vince poi due tappe e la classifica finale del Tour of Chongming Island, e una tappa del Women's Tour, entrambe gare del calendario World Tour. Dopo aver fatto suo per la quarta volta il titolo nazionale in linea, vince la frazione di Occhiobello al Giro d'Italia (primo successo nella "Corsa rosa" per lei), una tappa al Tour of Norway, il prologo a cronometro e una tappa in linea al Giro del Belgio e infine, per il secondo anno consecutivo, la Madrid Challenge by La Vuelta. Chiude la stagione al sesto posto della classifica individuale World Tour.

## Palmarès

### Strada
- 2008 (Juniors)

Campionati belgi, Prova in linea Juniors
Campionati del mondo, Prova in linea Juniors
- 2012 (Topsport Vlaanderen-Ridley 2012, una vittoria)

Campionati belgi, Prova in linea
- 2013 (Lotto-Belisol Ladies, una vittoria)

Dwars door de Westhoek
- 2014 (Lotto-Belisol Ladies, cinque vittorie)

Diamond Tour
Campionati belgi, Prova in linea
1ª tappa BeNe Tour (Sint-Laureins > Sint-Laureins)
2ª tappa, 2ª semitappa BeNe Tour (Philippine > Philippine)
1ª tappa Holland Tour (Wijchen > Wijchen)
- 2015 (Wiggle-Honda, tredici vittorie)

Omloop van het Hageland
Ronde van Drenthe Worldcup
1ª tappa Energiewacht Tour (Westerwolde > Westerwolde)
Diamond Tour
2ª tappa Women's Tour (Braintree > Clacton-on-Sea)
Campionati belgi, Prova in linea
1ª tappa BeNe Tour (Philippine > Philippine)
2ª tappa, 1ª semitappa BeNe Tour (Sint-Laureins, cronometro)
2ª tappa, 2ª semitappa BeNe Tour (Sint-Laureins > Sint-Laureins)
Classifica generale BeNe Tour
World Cup Vargarda
1ª tappa Holland Tour (Zeddam > 's-Heerenberg)
2ª tappa Holland Tour (Tiel > Tiel)
- 2016 (Wiggle-High5, sette vittorie)

Diamond Tour
4ª tappa Tour de Feminin-O cenu Českého Švýcarska (Rumburk > Rumburk)
1ª tappa BeNe Tour (Philippine > Philippine)
2ª tappa, 1ª semitappa BeNe Tour (Sint-Laureins, cronometro)
3ª tappa BeNe Tour (Zelzate > Zelzate)
Classifica generale BeNe Tour
Madrid Challenge by La Vuelta
- 2017 (Wiggle-High5, dodici vittorie)

Omloop van het Hageland
Grand Prix de Dottignies
2ª tappa Tour of Chongming Island (Fenghuang Park > Xincheng Park)
3ª tappa Tour of Chongming Island (Xincheng Park > Xincheng Park)
Classifica generale Tour of Chongming Island
5ª tappa Women's Tour (Londra > Londra)
Campionati belgi, Prova in linea
4ª tappa Giro d'Italia (Occhiobello > Occhiobello)
1ª tappa Tour of Norway (Halden > Mysen)
Prologo Belgium Tour (Nieuwpoort, cronometro)
2ª tappa Belgium Tour (Herselt > Herselt)
Madrid Challenge by La Vuelta
- 2018 (Mitchelton-Scott, quattro vittorie)

Driedaagse Brugge-De Panne
1ª tappa Women's Tour (Framlingham > Southwold)
3ª tappa Giro d'Italia (Corbetta > Corbetta)
4ª tappa Giro d'Italia (Piacenza > Piacenza)
- 2019 (Boels-Dolmans Cycling Team, tre vittorie)

1ª tappa Emakumeen Bira (Iurreta > Iurreta)
1ª tappa Women's Tour (Beccles > Stowmarket)
3ª tappa Women's Tour (Henley-on-Thames > Blenheim Palace)
- 2020 (Boels-Dolmans Cycling Team, una vittoria)

Gand-Wevelgem
- 2021 (Team SD Worx, una vittoria)

1ª tappa Healthy Ageing Tour (Assen > Assen)

#### Altri successi
- 2014 (Lotto-Belisol Ladies)

Classifica a punti BeNe Tour
- 2015 (Wiggle-Honda)

Classifica a punti BeNe Tour
- 2016 (Wiggle-High5)

Classifica a punti Tour de Feminin-O cenu Českého Švýcarska
Classifica a punti BeNe Tour
- 2017 (Wiggle-High5)

Classifica scalatrici Tour of Chongming Island

### Pista
- 2007

Campionati belgi, 500m da fermo
Campionati belgi, Scratch
Campionati belgi, Velocità
- 2008

Campionati belgi, 500m da fermo
Campionati belgi, Velocità
Campionati belgi, Velocità a squadre (con Kelly Druyts)
Campionati belgi, Inseguimento individuale
Campionati belgi, Inseguimento a squadre (con Evelyn Arys e Kelly Druyts)
- 2009

Campionati belgi, 500m da fermo
Campionati belgi, Velocità a squadre (con Kelly Druyts)
Campionati belgi, Inseguimento a squadre (con Jessie Daams e Kelly Druyts)
- 2010

Campionati belgi, 500m da fermo
Campionati belgi, Velocità
Campionati belgi, Velocità a squadre (con Kelly Druyts)
Campionati belgi, Inseguimento individuale
Campionati belgi, Inseguimento a squadre (con Jessie Daams e Kelly Druyts)
Campionati belgi, Scratch
Campionati belgi, Omnium
Campionati europei Jrs & U23, Inseguimento a squadre U23 (con Jessie Daams e Kelly Druyts)
Campionati europei Jrs & U23, Omnium U23
- 2012

Campionati belgi, Omnium
Campionati europei Jrs & U23, Corsa a punti Under-23
- 2013

Grand Prix of Poland, Corsa a punti
Trois Jours d'Aigle, Scratch
Trois Jours d'Aigle, Inseguimento individuale
Campionati belgi, Omnium
- 2014

Cottbuser Nächte, 500m da fermo
Cottbuser Nächte, Omnium
Cottbuser Nächte, Corsa a punti
Sprint Meeting Dudenhofen, Omnium
1ª prova Coppa del mondo 2014-2015, Omnium (Guadalajara)
Belgian Open, Omnium
- 2015

Campionati belgi, Omnium
Campionati belgi, 500m da fermo
Campionati belgi, Inseguimento individuale
Campionati belgi, Scratch
Campionati belgi, Corsa a punti
- 2016

3ª prova Coppa del mondo 2015-2016, Corsa a punti (Hong Kong)
Campionati europei, Americana (con Lotte Kopecky)
- 2017

Belgian Track Meeting, Scratch
Belgian Track Meeting, Americana (con Lotte Kopecky)
Campionati del mondo, Americana (con Lotte Kopecky)
2ª prova Coppa del mondo 2017-2018, Americana (Pruszków, con Lotte Kopecky)
- 2018

Belgian Track Meeting, Americana (con Lotte Kopecky)
- 2019

Quattro giorni di Ginevra (con Lotte Kopecky)
5ª prova Coppa del mondo 2018-2019, Americana (Cambridge, con Lotte Kopecky)
Belgian Track Meeting, Americana (con Lotte Kopecky)
Campionati belgi, Inseguimento individuale
Campionati belgi, Scratch
Campionati belgi, Corsa a punti
- 2020

Tre giorni di Aigle, Scratch
Tre giorni di Aigle, Americana (con Lotte Kopecky)
- 2021

Fenioux Piste International, Americana (con Lotte Kopecky)

## Piazzamenti

### Grandi Giri
- Giro d'Italia

2014: 98ª
2015: non partita (8ª tappa)
2017: 90ª
2018: 112ª
2020: ritirata (9ª tappa)

### Competizioni mondiali

#### Strada
- Campionati del mondo su strada

Toscana 2013 - Cronosquadre: 14ª
Richmond 2015 - Cronosquadre: 4ª
Richmond 2015 - In lina Elite: 49ª
Doha 2016 - In lina Elite: 10ª
Bergen 2017 - In lina Elite: ritirata
Innsbruck 2018 - Cronosquadre: 5ª
Fiandre 2021 - Staffetta mista: 7ª
Fiandre 2021 - In lina Elite: 34ª
- Coppa del mondo/World Tour

2011: 106ª
2013: 107ª
2014: 24ª
2015: 3ª
2016: 35ª
2017: 6ª
2018: 9ª
2019: 68ª
2020: 20ª
2021: 54ª

#### Pista
- Campionati del mondo su pista

Pruszków 2009 - Inseguimento a squadre: 9ª
Pruszków 2009 - Inseguimento individuale: 13ª
Pruszków 2009 - Corsa a punti: 17ª
Ballerup 2010 - Inseguimento a squadre: 9ª
Ballerup 2010 - Corsa a punti: ritirata
Apeldoorn 2011 - Inseguimento a squadre: 10ª
Apeldoorn 2011 - Omnium: 13ª
Melbourne 2012 - Omnium: 9ª
Cali 2014 - Omnium: 4ª
Cali 2014 - Inseguimento a squadre: 10ª
Saint-Quentin-en-Yvelines 2015 - Omnium: 4ª
Londra 2016 - Scratch: 4ª
Londra 2016 - Omnium: 6ª
Hong Kong 2017 - Scratch: 3ª
Hong Kong 2017 - Americana: vincitrice
Apeldoorn 2018 - Scratch: 2ª
Apeldoorn 2018 - Corsa a punti: 10ª
Apeldoorn 2018 - Americana: 12ª
Pruszków 2019 - Scratch: 3ª
Pruszków 2019 - Inseguimento a squadre: 8ª
Pruszków 2019 - Americana: 7ª
Berlino 2020 - Inseguimento a squadre: 10ª
Berlino 2020 - Americana: 4ª
Berlino 2020 - Omnium: 8ª
- Giochi olimpici

Londra 2012 - Omnium: 5ª
Rio de Janeiro 2016 - Omnium: 3ª
Tokyo 2021 - Americana: 10ª